# Малый Керменчик
Малый Керменчик (укр. Малий Керменчик) — село на Украине, находится в Великоновосёлковском районе Донецкой области.
Код КОАТУУ — 1421283603. Население по переписи 2001 года составляет 168 человек. Почтовый индекс — 85570. Телефонный код — 6243.

## Адрес местного совета
85570, Донецкая область Великоновосёлковский район, с. Новопетриковка, ул. Советская, 8.

## История
В селе родилась Апостолова, Тина Дмитриевна (1913—1992) — Герой Социалистического Труда.